# أيدان ستون
أيدان ستون (بالإنجليزية: Aidan Stone) هو لاعب كرة قدم بريطاني، ولد في 20 يوليو 1999 في Stafford ‏ في المملكة المتحدة. لعب مع نادي بيرنلي.